# Relais 4 × 100 mètres féminin aux Jeux olympiques d'été de 1948 (athlétisme)
Pour un article plus général, voir Athlétisme aux Jeux olympiques d'été de 1948.
Navigation
Berlin 1936 Helsinki 1952
L'épreuve du relais 4 × 100 mètres féminin aux Jeux olympiques de 1948 s'est déroulée le 7 août 1948 au Stade de Wembley de Londres, au Royaume-Uni. Elle est remportée par l'équipe des Pays-Bas (Fanny Blankers-Koen, Xenia Stad-de Jong, Gerda van der Kade-Koudijs et Jeanette Witziers-Timmer).

## Résultats

### Finale
| Rang               | Pays            | Athlètes                                                                                      | Temps  | Notes |
| ------------------ | --------------- | --------------------------------------------------------------------------------------------- | ------ | ----- |
| Médaille d'or      | Pays-Bas        | Fanny Blankers-Koen, Xenia Stad-de Jong, Gerda van der Kade-Koudijs, Jeanette Witziers-Timmer | 47 s 5 |       |
| Médaille d'argent  | Australie       | Joyce King, June Maston, Elizabeth McKinnon, Shirley Strickland                               | 47 s 6 |       |
| Médaille de bronze | Canada          | Diane Foster, Patricia Jones, Nancy MacKay, Viola Myers                                       | 47 s 8 |       |
| 4                  | Grande-Bretagne | Maureen Gardner, Dorothy Manley, Muriel Pletts, Margaret Walker                               | 48 s 0 |       |
| 5                  | Danemark        | Bente Bergendorff, Grethe Lovsø Nielsen, Birthe Nielsen, Hilde Nissen                         | 48 s 2 |       |
| 6                  | Autriche        | Grete Jenny, Maria Oberbreyer, Grete Pavlousek, Elfriede Steurer                              | 49 s 2 |       |